# 連続的埋め込み
数学において、あるノルム線型空間が他のノルム線型空間の連続的埋め込み（れんぞくてきうめこみ、英: continuous embedding）であるとは、それらの間の包含函数が連続であることを言う。ある意味、それらの二つのノルムは、同一の空間上でいずれも定義されないとしても「ほとんど同じ」ものである。ソボレフ埋蔵定理の内のいくつかは、連続的埋め込みの定理である。

## 定義
X および Y を二つのノルム線型空間とし、それらのノルムはそれぞれ ‖ • ‖X および ‖ • ‖Y とする。また X ⊆ Y が成立するものとする。包含写像 i: X ↪ Y; x ↦ x が連続、すなわち定数 C ≥ 0 が存在して
{\displaystyle \|x\|_{Y}\leq C\|x\|_{X}\quad (\forall x\in X)}
が成立するとき、X は Y に連続的に埋め込まれていると言う。人によってはこの連続的埋め込みを表すために矢印 “↪” を使用する。すなわち、“X ↪ Y” は「X と Y はいずれもノルム空間で、X は Y に連続的に埋め込まれている」ということを意味する。これは、射が連続線型写像であるような位相線型空間の圏の観点に基づく記法である。

## 例
- 連続的埋め込みの有限次元での例として、ユークリッドノルムを備える実数直線 X = R の平面 Y = R2 への次の自然な埋め込み i: R → R2; x ↦ (x, 0) が挙げられる。この場合、すべての実数 X に対して ‖ x ‖X = ‖ x ‖Y が成り立つ。明らかに、最適な定数 C は C = 1 である。
- 連続的埋め込みの無限次元の例として、次のレリッヒ＝コンドラチョフの定理が挙げられる： Ω ⊆ Rn を開かつ有界なリプシッツ領域とし、1 ≤ p < n とし、p* = np/(n − p) と置く。このとき、ソボレフ空間 W1,p(Ω; R) は Lp-空間 Lp*(Ω; R) に連続に埋め込まれる。実際、1 ≤ q < p* に対してこの埋め込みはコンパクトである。最適な定数 C は領域 Ω の形状に依存する。
- 無限次元空間に関しては、「不連続的」な埋め込みの例も存在する。例えば、単位区間上で定義される実数値連続函数の空間 X = Y = C0([0, 1]; R) を考える。ただし X は L1-ノルム、Y は上限ノルムを備えるものとする。n ∈ N に対し、次の連続な区分線型函数 fn を考える。{\displaystyle f_{n}(x)={\begin{cases}-n^{2}x+n,&0\leq x\leq {\tfrac {1}{n}};\\0,&{\mbox{otherwise.}}\end{cases}}} このとき、すべての n に対して ‖ fn ‖Y = ‖ fn ‖∞ = n が成立するが、{\displaystyle \|f_{n}\|_{L^{1}}=\int _{0}^{1}|f_{n}(x)|\,dx={\frac {1}{2}}} となるから、‖ fn ‖Y ≤ C‖ fn ‖X を満たす定数 C は存在せず、X の Y への埋め込みは不連続ということになる。